# Héctor Boza
Héctor Boza Aizcorbe, (Lima, 12 de diciembre de 1888-ibídem, 14 de julio de 1974) fue un ingeniero y político peruano. Fue ministro de Fomento y Obras Públicas (1933-1935; 1936; y 1937-1939), senador por Ica (1945-1948); Primer Vicepresidente del Perú (1950-1956); senador por Lima (1950-1956); y presidente del Senado (1950-1951 y 1954-1956).

## Biografía
Fue hijo de Benjamín Boza Filiberto (abogado iqueño que fue Ministro de Estado, Senador y alcalde de Lima) y Mercedes Aizcorbe. Cursó sus estudios escolares en el colegio fundado por José Granda Esquivel y en el Instituto de Lima. Luego empezó sus estudios superiores en la Escuela Nacional de Ingenieros (actual UNI). 
En 1907 viajó a Estados Unidos para proseguir su formación profesional. Se graduó de bachiller en Ciencias en la Escuela de Minas de Missouri, de Rolla (1911); además, estudió Ingeniería Civil en la Universidad de Illinois y finalmente se recibió de Ingeniero de Minas en la Universidad de Wisconsin (1916). Se especializó en minería y metalurgia y empezó laborando en empresas de Estados Unidos y Canadá.
De retorno en el Perú, trabajó en diversas empresas mineras. También fue promotor de urbanizadoras. Durante el segundo gobierno de Óscar R. Benavides (1933-1939), fue nombrado tres veces Ministro de Fomento y Obras Públicas. Su labor ministerial se enfocó primordialmente en la construcción de carreteras. 
En 1945 fue elegido senador por Ica. En 1946 integró la primera delegación acreditada ante la ONU. El golpe de Estado de 1948 interrumpió su periodo parlamentario.
En 1950 postuló a la primera vicepresidente de la República, en la fórmula encabezada por el general Manuel A. Odría, que resultó triunfante, al no contar con contendor. Fue también elegido senador por Lima (1950-1956). Presidió su cámara en las legislaturas de 1950-1951 y 1954-1956.
Durante el segundo gobierno de Manuel Prado Ugarteche fue acreditado como embajador en Francia (1956-1962).

## Distinciones y condecoraciones
- Doctor honoris causa en Ingeniería (1956), otorgado por la Universidad de Wisconsin y la Escuela de Minas de Missouri.
- Caballero gran cruz de la Orden de Isabel La Católica (1955), otorgado por el gobierno español.